# Reuniones entre Izquierda Unida y Sendero Luminoso
Las reuniones entre Izquierda Unida y Sendero Luminoso fueron dos reuniones realizadas en 1983 entre representantes de ambas agrupaciones.

## Preliminares

### Año 1980
En 1980, con el atentado de Chuschi, Sendero Luminoso inicia sus acciones subversivas usando la estrategia de la "guerra popular" propuesta por Mao. En dicho atentado, se quemó el material electoral que se iba a usar para las elecciones generales de aquel año. En dichas elecciones, diversos grupos y partidos de izquierda intentaron formar coaliciones o frentes, sin demasiado éxito. Esto llevó a la creación de una coalición de partidos y grupos políticos denominada como Izquierda Unida (IU) y su inscripción para las elecciones municipales de aquel año.

### Debates sobre Sendero Luminoso
El Diario de Marka fue un periódico de expresión de diversos grupos de izquierda, principalmente Izquierda Unida. En dicho periódico, entre 1980 y 1981, las acciones de Sendero Luminoso eran calificadas como terroristas o como invento mediático o actos de la derecha política. Sin embargo, para 1982, tras el asalto a la cárcel de Ayacucho, se abrió un debate entre la izquierda sobre Sendero Luminoso rechazando la pertinencia de las acciones armadas para aquel momento sin rechazarlas de principio. El Diario de Marka tomaría un rol ambiguo ante Sendero Luminoso a la par que realizaba una cobertura mediática favorable a los acciones de los senderistas usando, entre 1982 y mediados de 1983, el término "guerrilleros" para designar a los senderistas (y "presos políticos" para senderistas capturados).

## Reuniones

### Primera reunión
En 1983, Antonio Díaz Martínez, uno de los fundadores de Sendero Luminoso y docente, ejerciendo con nombre falso en la Universidad Nacional Mayor de San Marcos, se convirtió en intermediario entre la izquierda local y los senderistas. Estos últimos estaban representados por Julio César Mezzich, quien procedía de la denominada «nueva izquierda» y, por tanto, tenía conocidos entre la izquierda local.  Para los integrantes de Izquierda Unida, ante las elecciones municipales de aquel año, era importante tener una definición exacta sobre Sendero Luminoso para así poder encajar en el concepto de «terrorista» que el Gobierno usaba para catalogar a los militantes de esta organización. Sin embargo, se dispuso que este tipo de contactos se realizara a través de cuadros intermedios para no involucrar directamente a los principales dirigentes.
De esta forma, el 31 de agosto de 1983 se realizó la primera reunión entre 12 representantes de partidos políticos de izquierda y dirigentes de Sendero Luminoso, entre ellos Mezzich. En dicha reunión, este último explicó la razón del por qué se escogió Ayacucho para el inicio del accionar armado por parte de Sendero Luminoso usando como argumento diversos hechos históricos y su posición estratégica además de hablar sobre la estrategia maoísta de cercar las ciudades desde el campo. Mezzich propuso a sus oyentes que renunciaran a las «elecciones burguesas». Esto hizo que se discutiera sobre la viabilidad de las acciones armadas en los Andes.

### Segunda reunión
El 2 de septiembre de 1983 se realizó la segunda reunión entre los senderistas y 3 representantes de partidos políticos de izquierda. En dicha reunión, Mezzich propuso que Izquierda Unida se convirtiera en un frente de masas siendo Sendero Luminoso su brazo armado. Acabada la reunión, se propuso la realización de una tercera reunión para el 5 de septiembre.

## Campaña por la liberación de Mezzich y ruptura
Cuando se dirigía a la tercera reunión, Mezzich fue arrestado en un taxi por una patrulla de policía. Al saberse de su detención, se dio inicio una campaña en El Diario de Marka solicitando la liberación de Mezzich. Sin embargo, el alza en las encuestas de Alfonso Barrantes, candidato de IU, para las elecciones municipales en Lima hizo que dicha campaña fuera dejada de lado a favor de una condena al accionar de Sendero Luminoso y la promoción de la candidatura de Barrantes. En  El Diario de Marka se promueve la condena de Barrantes hacia Sendero Luminoso y se acusa a los senderistas de querer impedir el triunfo electoral de IU debido a su llamado al boicot electoral. En consecuencia, los contactos entre IU y Sendero Luminoso son dejados de lado y se produce la ruptura entre ambas agrupaciones.